# Marumba mesopotamica
Marumba mesopotamica är en fjärilsart som beskrevs av Bang-haas 1938. Marumba mesopotamica ingår i släktet Marumba och familjen svärmare. Inga underarter finns listade i Catalogue of Life.